# Stazione di Yeokgok
La stazione di Yeokgok (역걱역 - 驛谷驛, Yeokgok-yeok) è una stazione ferroviaria situata nel quartiere di Wonmi-gu della città di Bucheon, nell'area metropolitana di Seul, in Corea del Sud. La stazione è servita dalla linea Gyeongin e percorsa dai treni della linea 1 della metropolitana di Seul.

## Linee e servizi
Korail
● Linea 1 (ufficialmente, linea Gyeongin) (Codice: 146)

## Struttura
La stazione è costituita da due marciapiedi a isola con quattro binari totali. Il fabbricato viaggiatori è a ponte sopra il piano del ferro.
| 1 | ● Linea 1        | Locali per Guro, Yongsan, Seul, Cheongnyangni e Soyosan    |
| 2 | ■ Linea Gyeongin | Espressi per Guro, Yongdeungpo e Yongsan                   |
| 3 | ■ Linea Gyeongin | Espressi per Bupyeong, Juan e Dong-Incheon                 |
| 4 | ● Linea 1        | Locali per Bucheon, Bupyeong, Juan, Dong-Incheon e Incheon |

## Stazioni adiacenti
| «                      | Servizio   | »       |
| Linea 1                | Linea 1    | Linea 1 |
| ---------------------- | ---------- | ------- |
| Onsu                   | Locale     | Sosa    |
| Guro                   | Espresso B | Bucheon |
| L'espresso A non ferma |            |         |